# Cryptocephalus elkhalidii
Cryptocephalus elkhalidii is een keversoort uit de familie bladkevers (Chrysomelidae). De wetenschappelijke naam van de soort werd in 1983 gepubliceerd door Lopatin.